# San Andrés Milpillas
San Andrés Milpillas es una localidad del Municipio de Huajicori, Nayarit. (México).
Se localiza geográficamente en los 22º51'48" N y los 105º07'06" W, tiene una altitud de 1400 m s. n. m.
Según el censo de 2000, registró una población de 533 habitantes, de los cuales la mayoría es de ascendencia indígena tepehuana.
Es cabecera ejidal. El ejido produce maíz. Existe un aserradero, un templo católico, un centro de salud del SSA y la escuela primariaY ESCUELA SECUNDARIA 2,2,2.
Su población tiende a emigrar temporalmente a trabajar en los campos de los municipios de la Zona Costera de Nayarit y Sinaloa.